# سعيد من مقديشو
سعيد من مقديشو (بالصومالية: Saciid min Muqdisho)‏ كان في القرن ال14 باحثًا ومسافرًا صومالي.

## سيرة شخصية
ولد سعيد في مقديشو عاصمة سلطنة أجوران في 1301.
غادر سعيد مقديشو عندما كان مراهقًا للدراسة في مكة والمدينة، حيث مكث لمدة 28 عامًا في جمع المعرفة واكتساب العديد من التلاميذ. أكسبته سمعته كعالم جمهورًا مع أمراء مكة والمدينة.
ويقال إن سعيد سافر بعد ذلك عبر العالم الإسلامي وزار البنغال والصين. وخلال وجوده في مسجد في الساحل الغربي من الهند، واجه مواطنه المسلم المسافر ابن بطوطة. وفقًا للباحث بيتر جاكنن، قد يكون سعيد قد شارك في هذه المناسبة مع روايات بطوطة عن أسفاره في الصين وشرح بالتفصيل المشهد السياسي وتعاقب أسرة يوان، وهي معلومات التي أضافها بطوطة في نهاية المطاف في السجلات. توفي سعيد في 1361 أو 1365.

## الإنجازات
سعيد مقديشو كان باحثًا ومسافرًا صوماليًا مشهورًا. ويقال إنه أول سفير لأفريقيا في الصين وأول أفريقي يدرس لغة الماندرين وأول أفريقي يترجم لغة الماندرين مع لغة أفريقية أصلية مثل الصومالية. ومن المعروف أيضا أنه جعل قادة التجار الصوماليين في التجارة بين آسيا وأفريقيا.